# Arichanna epiphanes
Arichanna epiphanes là một loài bướm đêm trong họ Geometridae.